# Pour les beaux yeux de la voisine
Pour plus de détails, voir Fiche technique et Distribution.
Pour les beaux yeux de la voisine est un film muet français réalisé par Georges Denola, sorti en 1910.

## Fiche technique
- Titre : Pour les beaux yeux de la voisine
- Réalisation : Georges Denola
- Scénario : Paul Landrin
- Photographie :
- Montage :
- Société de production : Société cinématographique des auteurs et gens de lettres (S.C.A.G.L.)
- Société de distribution : Pathé frères
- Pays d'origine :  France
- Langue : français
- Métrage : 220 mètres
- Format : Noir et blanc — 35 mm — 1,33:1 — Muet
- Genre : Comédie
- Durée : 7 minutes
- Dates de sortie : 
  -  France : 12 mai 1911

## Distribution
- Paul Landrin : le capitaine Michel
- Albert Dieudonné : le commandant Raymond
- Paule Andral : la voisine
- Gaston Sainrat
- Gaston Prika
- Maurice Luguet
- Cécile Barré